# Tamia amène
Neotamias amoenus
Espèce
Statut de conservation UICN

 LC  : Préoccupation mineure
Synonymes
- Tamia amoenus

Le Tamia amène (Neotamias amoenus) est une espèce de rongeur à la famille des Sciuridae. Ce tamia du genre Neotamias se trouve dans une partie des États-Unis et du Canada.

## Dénominations
- Nom scientifique valide : Neotamias amoenus (J.A.Allen, 1893)[2]
- Nom normalisé anglais : Yellow-pine Chipmunk
- Noms vulgaires (vulgarisation scientifique) recommandés ou typiques en français : Tamia amène[3].
- Noms vernaculaires (langage courant) pouvant désigner éventuellement d'autres espèces : Tamia, Chipmunk.

## Description de l'espèce

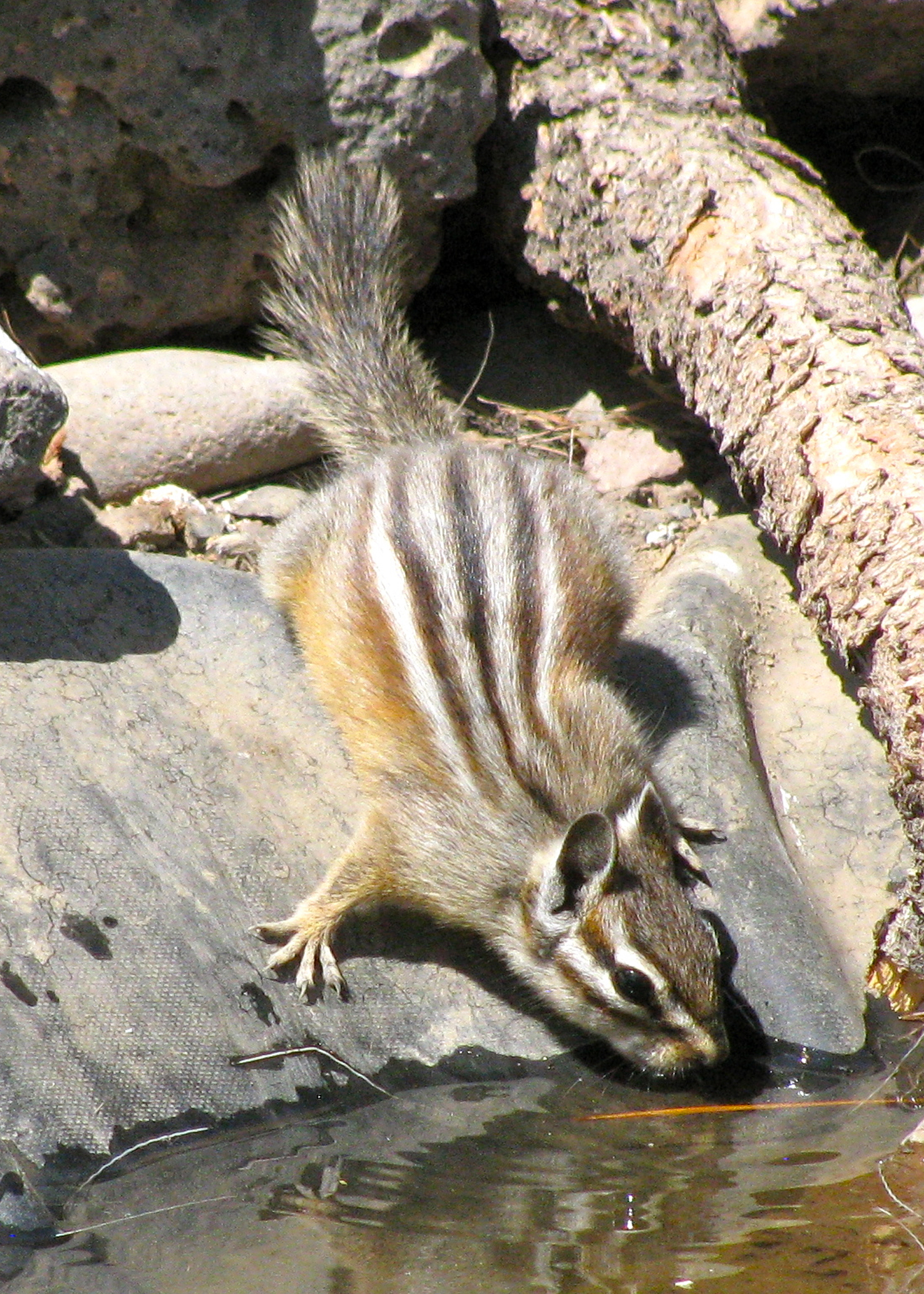
Les bandes d’un Tamia amène. Les deux sur le côté sont moins prononcées que celles sur l’échine.

Le Tamia amène est relativement petit comparé aux autres Tamias. Il mesure environ 18 à 25 cm de long pour un poids de 30 à 70 g. Bien qu’un dimorphisme sexuel à la faveur des mâles soit fréquent chez les mammifères, cette espèce présente un dimorphisme sexuel à la faveur des femelles,, : la masse corporelle moyenne varie, avec des mâles de grande taille pesant en moyenne 49,7 g, contre 53,5 g pour les femelles de grande taille. Les deux sexes présentent toutefois des dimensions identiques en ce qui est de la longueur de la queue et les dimensions de la tête : des oreilles jusqu’aux dents inférieures.
Le tamia amène se distingue également des autres espèces du même genre par la présence d’un os pénien chez deux sexes.
La couleur du corps varie selon les sous-espèces : Tamias amoenus affinis est plutôt cannelle rosée, Tamias amoenus monoensis tend vers la cannelle chamoisée, Tamias amoenus luteiventris est plus brunâtre, Tamias amoenus felix est de teinte fauve ocracée et  Tamias amoenus ludibundus plus fauve encore. La face inférieure de la queue varie de cannelle rosée à jaune grisâtre en passant par le brunâtre.
Les individus de cette espèce présentent 5 rayures longitudinales d’un noir plus ou moins prononcé, régulièrement espacées sur le dos,. Les trois rayures centrales s'étendent de l'épaule à la croupe, tandis que les deux latérales s'arrêtent à mi-corps. Ces rayures noires en entrecoupées de quatre rayures claires : la paire présente sur les flancs est d’une teinte blanc crème, tandis que la paire plus médiane, longeant l’échine, est surtout d’une teinte grisâtre. Chaque côté de la tête présente trois bandes sombres, séparées par deux bandes claires. Les rayures situées sur le sommet du crâne sont noires et grises.
Il est théoriquement possible de distingue cette espèce des espèces proches par la taille et la couleur :  Le Tamia mineur (Tamias minimus) est plus petit et plus pâle. Tamias speciosus est plus grand, avec des oreilles plus grandes aussi et des rayures plus contrastées, plus larges sur les côtés. Tamias umbrinus est plus gros et moins rouge, sa tête et ses épaules sont plus grises, mais en réalité, dans certaines régions où l’aire de répartition chevauche celle du Tamia mineur ou du Tamia à queue rousse, il peut être difficile, voire impossible, de distinguer les espèces sur le terrain ; un examen ostéologique en laboratoire peut alors être nécessaire,.

## Habitat et répartition

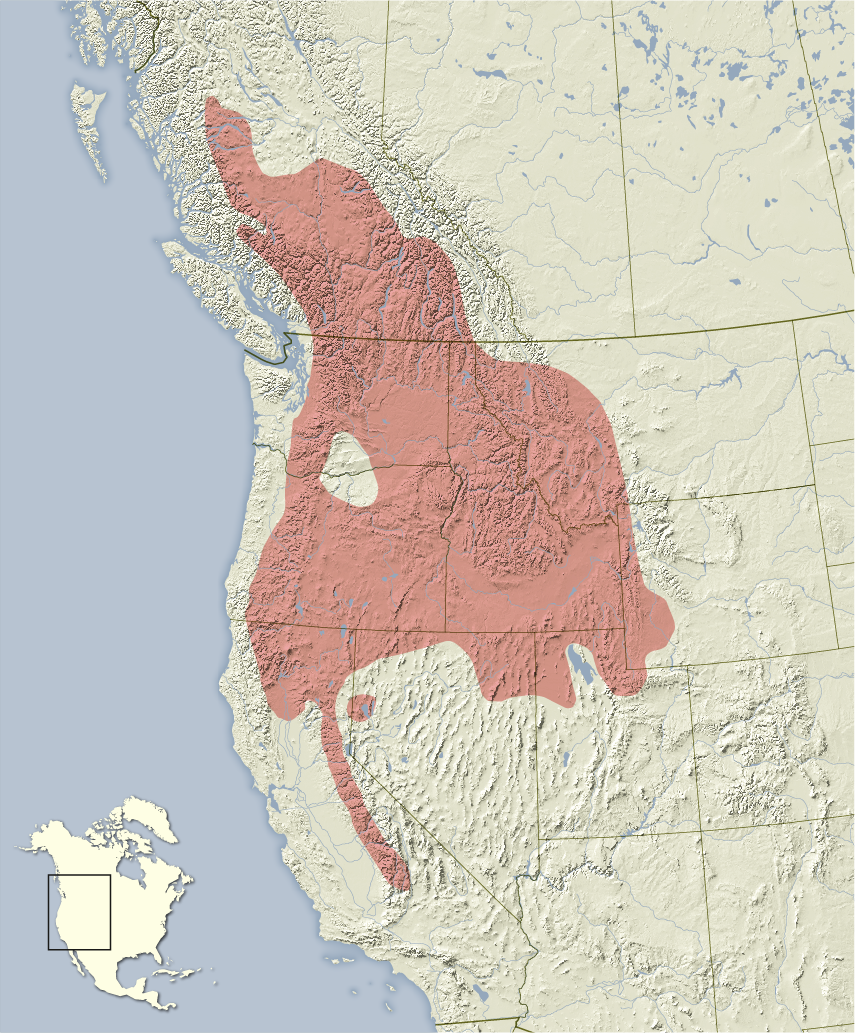
Carte de distribution du Tamia amène.

Le Tamia amène se rencontre au nord-ouest des États-Unis et au sud-ouest du Canada. Il préfère les forêts de conifères mais se rencontre aussi dans d'autres types d'habitats rocheux, prairies... Il recherche les arbustes produisant des baies comme les amélanchiers, symphorines, Cercocarpus, groseilliers, Purshia (Rosaceae), Céanothes, etc..
L'espèce a besoin de trouver des souches creuses ou des recoins de rochers pour nicher mais aussi d'arbustes et d'humus pour se mettre à couvert. Ces tamias vivent à une altitude généralement comprise entre 600 et 1200 mètres, mais on en a trouvé jusqu'à 4300 m dans l'État de Washington.
Les tamias amènes ne sont pas territoriaux et leur territoire peut empiéter sur celui de leurs voisins. Ils interdisent cependant des abords immédiats de leur terrier aux intrus.
Les mâles sont au nombre de 0,4 à 2,8 individus à l'hectare avec une moyenne de 1,3. Les femelles sont moins nombreuses et sont au nombre de 0,1 à 1,1 individu à l'hectare avec une moyenne de 0,6.

## Comportement

### Mode de vie
Ce sont des animaux solitaires, sauf durant la période de reproduction qui a lieu de fin avril à début mai. Diurnes, il s'activent avant l'aube et jusqu'à 1/2 h après le coucher du soleil. Ils retournent dans leur terrier de 9 h à 15 h environ, sauf les jours gris et légèrement pluvieux où ils recherchent leur nourriture durant tout le jour.
Comme tous les tamias, les individus de cette espèce passent le plus clair de leur temps à fouiller et à gratter le sol, puis à se nettoyer. Ils lèchent et frottent régulièrement leur fourrure, prennent des bains de poussière et se nettoient le museau en léchant leurs pattes avant, qu'ils utilisent comme gant de toilette. Leurs mouvements sont saccadés. Leur queue est horizontale ou dressée quand ils courent mais elle se balance de droite à gauche quand ils s'asseyent. Ils fouillent le sol principalement dans des lieux cachés par l'ombre ou les buissons.
Pour communiquer, les tamias amènes émettent une dizaine de cris différents. La plupart sont des cris d'alarme destinés à prévenir leurs voisins de l'arrivée des prédateurs. Le langage gestuel et la posture adoptée jouent également un rôle important. Quand ils croisent un individu de leur espèce ils se touchent le nez, se reniflent les côtés de la tête et ensuite l'anus.

### Alimentation
Ce sont des animaux omnivores qui peuvent consommer une soixantaine d'espèces de graines, plantes, champignons, bulbes ou insectes. Ils peuvent se nourrir aussi de racines, de petits mammifères ou d'œufs d'oiseaux.
Ils recherchent la nourriture aussi bien au sol que dans les arbres. Avant l'hiver ils font des réserves dans leur terrier et diverses cachettes. Ils les y transportent à l'aide de leurs abajoues. On a compté dans certaines cachettes près de 70 000 graines ou autres denrées amassés ainsi.

### Hibernation
Cette espèce, contrairement aux autres tamias, n'engraisse pas pour l'hiver, ils entrent en léthargie quand la température descend en dessous de 23 °C et que les jours commencent à raccourcir. Le Tamia amène se maintient en état de léthargie durant environ les 4 mois d'hiver. Il n'émerge de son nid que tous les 5 à 7 jours pour retrouver et manger les provisions de graines cachées un peu partout avant la morte saison.

### Reproduction
Les tamias amènes sont polygynandres, ils vivent en groupe de mâles et femelles qui s'accouplent entre eux. La saison des amours a lieu de fin avril à début mai, tout juste après l’hibernation. À cette période, sous l’effet de l’augmentation de la température notamment, les organes génitaux des deux sexes grossissent : les testicules des mâles et de l’utérus chez les femelles augmentent de volume. Les femelles sont fécondes un jour par an et émettent des vocalises pour avertir les mâles trois à cinq jours avant. La femelle s’accouple avec un ou plusieurs des mâles qui se sont rendus à son terrier : ceux-ci accourent en groupe de deux à six et la poursuivent pour s'accoupler tour à tour.
La femelle construit un nid avec un mélange de feuilles, d'herbes, de plumes et de lichens. Il se situe dans un terrier creusé à environ 1,5 m sous le sol ou bien dans un arbre à plus de 18 m de haut. Après 30 jours de gestation elle y donne naissance à 3 à 8 petits qui réclament entièrement ses soins car le mâle ne s'en occupe pas. La femelle les allaite pendant 6 semaines. Ils restent cachés dans le nid jusqu'au sevrage. Il a été observé que les petits de cette espèce ont des dimensions bien plus réduites, ce qui suggère certaines contraintes physiques chez la mère ; la période de lactation dure environ deux mois, et, au début du mois de septembre, les jeunes atteignent une taille comparable à celle des autres individus de la population.
Les petits prennent leur indépendance seulement vers l'âge de 8 à 12 semaines pour creuser leur propre terrier et se préparer un nid pour l'hiver. Du fait qu’ils soient des proies faciles pour de nombreux prédateurs, les jeunes tout juste sortis du nid ont un taux de survie de seulement 33%, mais qui augmente jusqu’à 88 % au fur et à mesure qu’ils grandissent, et ont 97 % de chance de passer leurs hivers. La maturité sexuelle est atteinte vers 12 à 23 mois. Les individus adultes peuvent vivre jusqu'à 5 ans dans la nature.

## Interactions écologiques

### Association avec les autres espèces
Les tamias amènes vivent souvent en association avec l'Écureuil terrestre doré ou le Tamia mineur. Les tamias amènes sont dominants s'ils entrent en compétition avec les tamias mineurs.
Ces tamias sont des vecteurs potentiels d'infections comme la fièvre des tiques du Colorado (Colorado Tick Fever ou CTF), le syndrome de fièvre pulmonaire à hantavirus, la fièvre pourprée des montagnes Rocheuses, etc.
Ils sont fortement parasités par des larves d'hypoderme (sortes de mouches) ou des puces connues pour propager la peste.

### Prédateurs
Les tamias amènes sont des proies recherchées par des mammifères carnivores comme le coyote (Canis latrans), la belette à longue queue (Mustela frenata), le blaireau américain (Taxidea taxus) et le lynx roux (Lynx rufus), des rapaces comme l'autour des palombes (Accipiter gentilis) ou la crécerelle d'Amérique (Falco sparverius) ou encore des serpents comme le crotale (Crotalus viridis).
Pour s'en préserver ils restent souvent cachés dans leur terrier et se camouflent dans l'ombre contrastée des sous-bois grâce à leurs rayures noires et blanches. Dans les territoires plus ouverts, où ils sont plus vulnérables, les tamias pratiquent la surveillance alternée; avertissant les autres de l'approche d'un prédateur par des cris stridents.

### Rôle écologique
Comme de nombreux rongeurs, les tamias amènes jouent un rôle important dans la dispersion des graines, en particulier de diverses essences de conifères,.
Ils ont aussi une importance dans la chaîne alimentaire comme nourriture de base pour les espèces carnivores.
Bien qu'il soit un potentiel vecteur de maladies pour l'homme et les animaux domestiques, et qu'il cause occasionnellement des dégâts mineurs sur des jeunes plantations de conifères (mais dans une moindre mesure que d'autres petits mammifères) ce tamia est bien toléré par les humains, en particulier par les amoureux de la nature.
Ce n'est pas une espèce menacée.